# Tây Yên (nước)

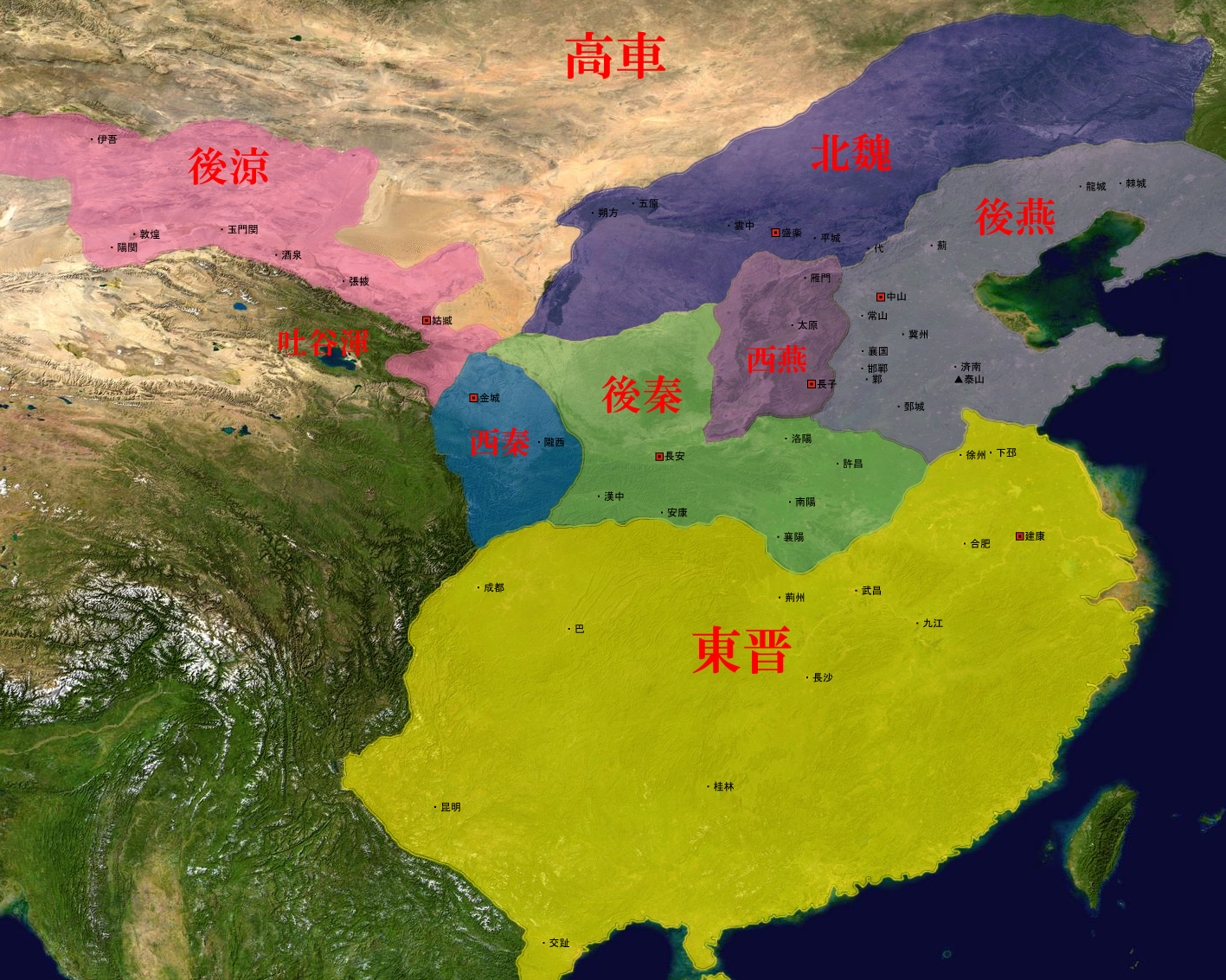
Thời kỳ 386-394
Tây Yên
Đông Tấn
Bắc Ngụy
Hậu Yên
Hậu Tần
Tây Tần
Hậu Lương

Nhà Tây Yên (384 -394) là một quốc gia thời Ngũ Hồ thập lục quốc trong lịch sử Trung Hoa.

## Lập quốc
Sau khi Tiền Yên bị Tiền Tần tiêu diệt, U đế Mộ Dung Vĩ bị Tiền Tần bắt, Tế Bắc vương Mộ Dung Hoằng (?-384) con trai Chiêu hoàng đế Mộ Dung Tuấn nhà Tiền Yên cũng bị bắt về tây.
Năm 383, vua Tiền Tần là Phù Kiên kéo 90 vạn quân đi đánh Đông Tấn để thống nhất toàn quốc, nhưng bị đại bại trong trận Phì Thủy. Các tướng lĩnh dưới quyền Phù Kiên, ngoài những người vốn được Phù Kiên trọng dụng, còn cả những tù binh được tha chết cũng bắt đầu chủ trương ly khai, trong đó có những người trong nhà Mộ Dung nước Tiền Yên cũ.
Năm 384, Mộ Dung Thuỳ ly khai Tiền Tần, lập ra nước Hậu Yên. Cùng năm, Mộ Dung Hoằng chiếm hạ du Hoàng Hà thành lập nhà Tây Yên có 8 quận và 7 vạn dân. Khi Tiền Tần suy yếu, Mộ Dung Hoằng dấy binh cát cứ Ung Châu, đánh bại Tiền Tần, xưng Ung châu mục, Tề Bắc vương, kiến đô tại Hoa Âm (Vị Nam, Thiểm Tây) kiến lập chính quyền Tây Yên, máu nhuộm tôn thất, tồn tại 11 năm với 7 đời vua, sau bị chính người anh em Hậu Yên tiêu diệt.

## Đánh chiếm Tràng An
Tháng 3 năm 384, Mộ Dung Hoằng đánh chiếm Hoa Âm. Tướng giữ Hoa Âm của Tiền Tần là Cự Lộc công Phù Tuấn và Diêu Tràng mang quân chống cự. Tuấn không nghe lời Diêu Tràng nên bị bại trận và bị giết, Mộ Dung Hoằng chiếm được Hoa Âm. Đồng thời, Mộ Dung Xung cũng dấy quân chiếm cứ Bình Dương nhưng bị Tiền Tần đánh bại. Xung dẫn quân đến theo Mộ Dung Hoằng.
Diêu Tràng thấy chủ tướng Phù Tuấn bị giết, sợ bị Phù Kiên bắt tội, bèn ly khai Tiền Tần, lập ra nước Hậu Tần. Từ đó Tây Yên cùng tranh chấp Quan Trung với 2 nước Tiền Tần và Hậu Tần.
Tháng 6 năm 384, Mộ Dung Hoằng bị mưu thần Cao Cái oán hận vì hà khắc nên đảo chính giết chết, lập Mộ Dung Xung làm vua.
Năm 385, Tây Yên và Tiền Tần nhiều lần kịch chiến ở Quan Trung. Mộ Dung Xung mang quân đến đánh Tràng An, Phù Kiên mang quân ra địch, đánh bại quân Tây Yên ở phía tây kinh thành. Quân Tây Yên chạy đến A Phòng, Phù Kiên đuổi gần đến nơi sợ bị mai phục nên thu quân.
Mộ Dung Xung mang quân quay trở lại đánh Tràng An lần thứ hai. Phù Kiên ra đốc chiến bị trúng tên, mãnh tướng Dương Định tử trận. Bị Tây Yên bủa vây, Phù Kiên lo lắng, nghe theo lời sấm bèn rút ra ngoài núi Ngũ Tướng, giao lại thành cho thái tử Phù Hoằng.
Tháng 6 năm 385, Mộ Dung Xung hạ thành Tràng An, Phù Hoằng bỏ chạy đến Vũ Đô, bị quân Tây Yên truy kích, phải sang đầu hàng Đông Tấn. Tới tháng sau, Phù Kiên bị vua Hậu Tần là Diêu Tràng mang quân đánh núi Ngũ Tướng và bắt giết. Mộ Dung Xung xưng làm hoàng đế ở Tràng An.

## Nội bộ bất ổn
Trong thời gian tồn tại ngắn ngủi, Tây Yên liên tiếp xảy ra biến loạn vì tranh chấp nội bộ. Chỉ trong 2 năm đầu có liên tiếp 6 vua được dựng và phế.
Trung Sơn vương Mộ Dung Xung (?-386): em trai Mộ Dung Hoằng, năm 384 làm thái thú quận Bình Dương, được Cao Cái tôn lập làm Hoàng thái đệ, năm 385 thì xưng Uy đế tại A Phòng. Nhằm tránh thế lực của nước Hậu Yên, Mộ Dung Xung quyết định định cư ở Trường An bất chấp nguyện vọng của người Tiên ty muốn trở về quê ở phía đông, người Tiên ty phản đối. Tháng 2/386, Xung bị các tướng Đoàn Tuỳ và Hàn Diên đảo chính giết chết.
Đoàn Tuỳ (?-386): Tiền tướng quân nhà Tây Yên, được tướng Hàn Diên đưa lên ngôi Yên vương (tháng 2/386) nhưng bị vương thất Mộ Dung phản ứng dữ dội, đến tháng 3 thì bị Nghi Đô vương Mộ Dung Hằng, Mộ Dung Vĩnh giết chết.
Mộ Dung Nghĩ (?-386): con Nghi Đô vương Mộ Dung Hằng của Tây Yên, được cha và Mộ Dung Vĩnh tôn lập lên ngôi. Sau khi lên ngôi, liền dẫn 40 vạn dân thiên di về phía đông (tức muốn nhập với Hậu Yên); đến Lâm Tân thì bị chú ruột là Hộ quốc tướng quân Mộ Dung Thao phát động binh biến giết chết.
Mộ Dung Giao (?-386): con Uy đế Mộ Dung Xung, được Mộ Dung Vĩnh dựng nên (tháng 3/386) sau khi đánh bại Mộ Dung Thao. Tuy nhiên, tướng sĩ các nơi không phục, nổi lên đánh đuổi Mộ Dung Hằng. Mộ Dung Vĩnh bèn giết Mộ Dung Giao và lập Mộ Dung Trung lên ngôi.
Mộ Dung Trung (?-386): con Mộ Dung Hoằng. Mộ Dung Trung phong cho Mộ Dung Vĩnh tước Hà Đông công, nắm quyền quân sự. Người dân Tây Yên vẫn muốn trở về quê, lúc đó đã đến Vân Thành họ nghe tin Mộ Dung Thùy đã thành lập nhà Hậu Yên nên dừng lại ở đất Yên Hy (Sơn tây), xây dựng thành trì, định cư ở đó. Sau 2 tháng cầm quyền, tháng 6/386 Mộ Dung Trung bị bộ tướng là Điêu Vân giết chết.
Mộ Dung Vĩnh (?-394): vương thất Tây Yên, nhưng nhà nghèo phải sinh nhai bằng nghề bán giày, sau khi Mộ Dung Trung bị giết chết, được bộ tướng tôn là Đại Thiền vu, Hà Đông vương, kiến đô tại Yên Hy thành (Văn Hỷ, Sơn Tây). Cuối cùng, năm 386, Mộ Dung Vĩnh giành được ngôi vua. Nhưng lúc đó Tây Yên đã suy yếu, bị mất Tràng An vào tay Hậu Tần.
Khi lên ngôi, Vĩnh đã xin thần phục Mộ Dung Thùy và làm phên giậu cho nhà Hậu Yên. Tháng 10 năm 386 mượn đường của Tiền Tần, đông di sáp nhập với Hậu Yên. Tiền Tần không nghe, Mộ Dung Vĩnh bèn cất quân đánh bại Tiền Tần tại Tương Lăng, buộc vua Tiền Tần là Phù Phi phải bỏ chạy và sau đó bị quân Đông Tấn giết.
Mộ Dung Vĩnh chiếm cứ đất Trường Tử, rồi lên ngôi Hoàng đế, định đô tại Trường Tử, chiếm được nhiều vùng đất của Tiền Tần sau khi Ai bình đế Phù Phi chết. 

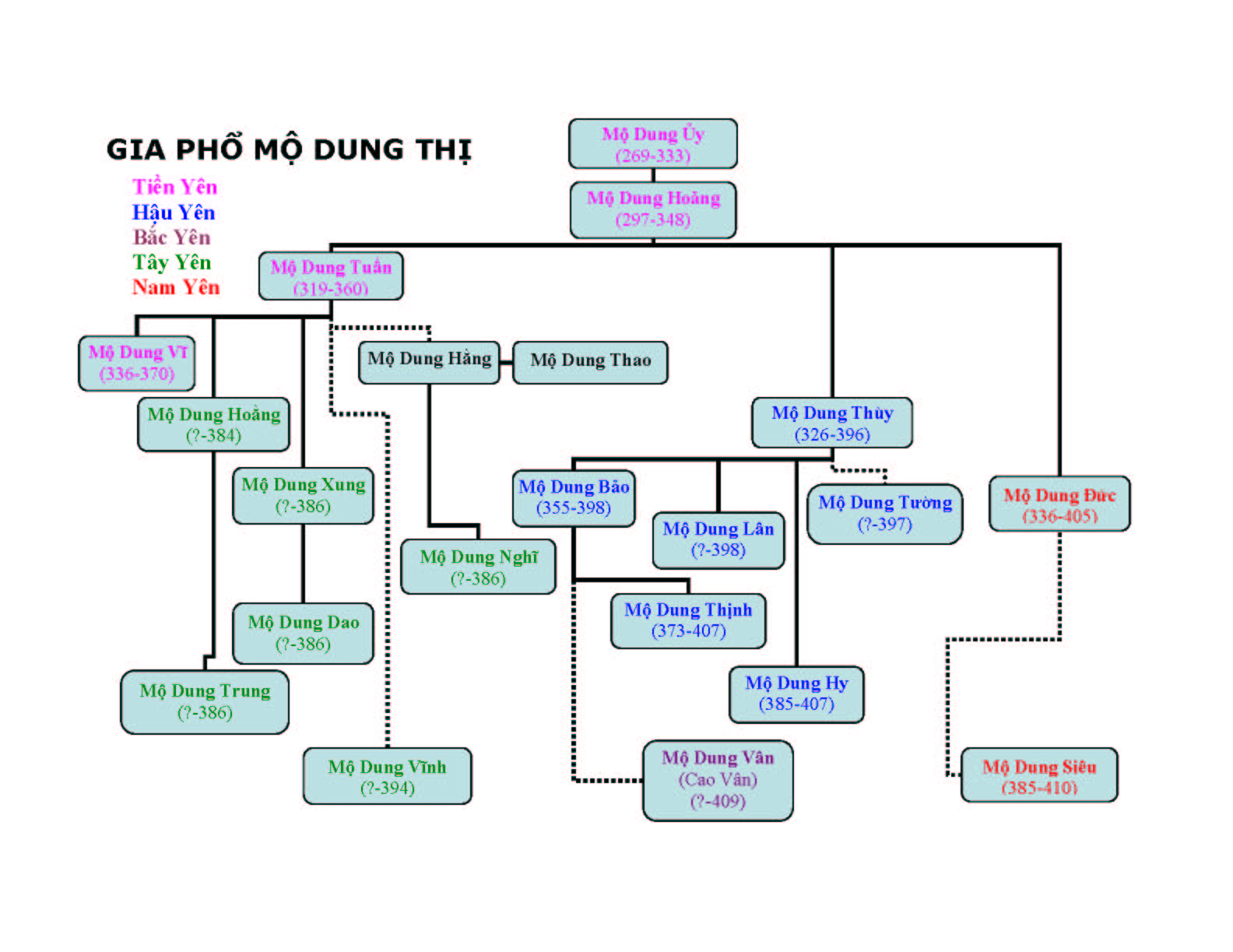
Mối liên hệ của các triều Yên quốc Mộ Dung

Năm 387 Mộ Dung Vĩnh ra lệnh xử tử tất cả các thành viên hoàng tộc có liên quan đến Mộ Dung Thùy và Mộ Dung Tuấn. Năm 390 Mộ Dung Vĩnh tấn công Lạc Dương nhưng bị tướng Chu Tự của Đông Tấn đã đẩy lui. Năm 391 quân Tây Yên lại đánh Lạc Dương cũng tổn thất.

## Suy vong
Năm 394, Mộ Dung Thùy chỉ huy quân Hậu Yên tấn công vào kinh thành Trường tử, Mộ Dung Thùy giết chết Mộ Dung Vĩnh. Tây Yên bị diệt vong.
Nước Tây Yên chỉ tồn tại 11 năm và không được tính vào 16 nước Ngũ Hồ.

## Các vua Tây Yên
|                                           |                                           |                                           |                                           |                                           |                                           |  |  |                                                      |                                                      |                                                      |                                                      |                                                      |                                                      |  |  |                                           |                                           |                                           |                                           |                                           |                                           | nhận nuôi |  |                                      |                                      |                                      |                                      |                                      |                                      |  |  |                                                       |                                                       |                                                       |                                                       |                                                       |                                                       |  |  |                                     |                                     |                                     |                                     |                                     |                                     |  |  |                                                   |                                           |                                           |                                           |                                           |                                           |  |  |                                              |                                              |                                              |                                              |                                              |                                              |  |  |                                   |                                   |                                   |                                   |                                   |                                   |  |  |                                          |                                          |                                          |                                          |                                          |                                          |  |  |                                             |                                             |                                             |                                             |                                             |                                             |  |  |                                        |                                        |                                        |                                        |                                        |                                        |  |  |  |  |  |  |  |  |  |  |  |  |  |  |  |  |  |  |  |  |  |  |  |  |  |  |
|                                           |                                           |                                           |                                           |                                           |                                           |  |  |                                                      |                                                      |                                                      |                                                      |                                                      |                                                      |  |  |                                           |                                           |                                           |                                           |                                           |                                           |           |  |                                      |                                      |                                      |                                      |                                      |                                      |  |  | Mạc Hộ Bạt ?-220-245                                  |                                                       |                                                       |                                                       |                                                       |                                                       |  |  |                                     |                                     |                                     |                                     |                                     |                                     |  |  |                                                   |                                           |                                           |                                           |                                           |                                           |  |  |                                              |                                              |                                              |                                              |                                              |                                              |  |  |                                   |                                   |                                   |                                   |                                   |                                   |  |  |                                          |                                          |                                          |                                          |                                          |                                          |  |  |                                             |                                             |                                             |                                             |                                             |                                             |  |  |                                        |                                        |                                        |                                        |                                        |                                        |  |  |  |  |  |  |  |  |  |  |  |  |  |  |  |  |  |  |  |  |  |  |  |  |  |  |
|                                           |                                           |                                           |                                           |                                           |                                           |  |  |                                                      |                                                      |                                                      |                                                      |                                                      |                                                      |  |  |                                           |                                           |                                           |                                           |                                           |                                           |           |  |                                      |                                      |                                      |                                      |                                      |                                      |  |  |                                                       |                                                       |                                                       |                                                       |                                                       |                                                       |  |  |                                     |                                     |                                     |                                     |                                     |                                     |  |  |                                                   |                                           |                                           |                                           |                                           |                                           |  |  |                                              |                                              |                                              |                                              |                                              |                                              |  |  |                                   |                                   |                                   |                                   |                                   |                                   |  |  |                                          |                                          |                                          |                                          |                                          |                                          |  |  |                                             |                                             |                                             |                                             |                                             |                                             |  |  |                                        |                                        |                                        |                                        |                                        |                                        |  |  |  |  |  |  |  |  |  |  |  |  |  |  |  |  |  |  |  |  |  |  |  |  |  |  |
|                                           |                                           |                                           |                                           |                                           |                                           |  |  |                                                      |                                                      |                                                      |                                                      |                                                      |                                                      |  |  |                                           |                                           |                                           |                                           |                                           |                                           |           |  |                                      |                                      |                                      |                                      |                                      |                                      |  |  | Mộ Dung Mộc Diên ?-245-271                            |                                                       |                                                       |                                                       |                                                       |                                                       |  |  |                                     |                                     |                                     |                                     |                                     |                                     |  |  |                                                   |                                           |                                           |                                           |                                           |                                           |  |  |                                              |                                              |                                              |                                              |                                              |                                              |  |  |                                   |                                   |                                   |                                   |                                   |                                   |  |  |                                          |                                          |                                          |                                          |                                          |                                          |  |  |                                             |                                             |                                             |                                             |                                             |                                             |  |  |                                        |                                        |                                        |                                        |                                        |                                        |  |  |  |  |  |  |  |  |  |  |  |  |  |  |  |  |  |  |  |  |  |  |  |  |  |  |
|                                           |                                           |                                           |                                           |                                           |                                           |  |  |                                                      |                                                      |                                                      |                                                      |                                                      |                                                      |  |  |                                           |                                           |                                           |                                           |                                           |                                           |           |  |                                      |                                      |                                      |                                      |                                      |                                      |  |  |                                                       |                                                       |                                                       |                                                       |                                                       |                                                       |  |  |                                     |                                     |                                     |                                     |                                     |                                     |  |  |                                                   |                                           |                                           |                                           |                                           |                                           |  |  |                                              |                                              |                                              |                                              |                                              |                                              |  |  |                                   |                                   |                                   |                                   |                                   |                                   |  |  |                                          |                                          |                                          |                                          |                                          |                                          |  |  |                                             |                                             |                                             |                                             |                                             |                                             |  |  |                                        |                                        |                                        |                                        |                                        |                                        |  |  |  |  |  |  |  |  |  |  |  |  |  |  |  |  |  |  |  |  |  |  |  |  |  |  |
|                                           |                                           |                                           |                                           |                                           |                                           |  |  |                                                      |                                                      |                                                      |                                                      |                                                      |                                                      |  |  |                                           |                                           |                                           |                                           |                                           |                                           |           |  |                                      |                                      |                                      |                                      |                                      |                                      |  |  |                                                       |                                                       |                                                       |                                                       |                                                       |                                                       |  |  |                                     |                                     |                                     |                                     |                                     |                                     |  |  |                                                   |                                           |                                           |                                           |                                           |                                           |  |  |                                              |                                              |                                              |                                              |                                              |                                              |  |  |                                   |                                   |                                   |                                   |                                   |                                   |  |  |                                          |                                          |                                          |                                          |                                          |                                          |  |  |                                             |                                             |                                             |                                             |                                             |                                             |  |  |                                        |                                        |                                        |                                        |                                        |                                        |  |  |  |  |  |  |  |  |  |  |  |  |  |  |  |  |  |  |  |  |  |  |  |  |  |  |
|                                           |                                           |                                           |                                           |                                           |                                           |  |  |                                                      |                                                      |                                                      |                                                      |                                                      |                                                      |  |  |                                           |                                           |                                           |                                           |                                           |                                           |           |  |                                      |                                      |                                      |                                      |                                      |                                      |  |  | Mộ Dung Thiệp Quy ?-271-283                           | Mộ Dung Thiệp Quy ?-271-283                           | Mộ Dung Thiệp Quy ?-271-283                           | Mộ Dung Thiệp Quy ?-271-283                           | Mộ Dung Thiệp Quy ?-271-283                           | Mộ Dung Thiệp Quy ?-271-283                           |  |  | Mộ Dung San ?-283-285               | Mộ Dung San ?-283-285               | Mộ Dung San ?-283-285               | Mộ Dung San ?-283-285               | Mộ Dung San ?-283-285               | Mộ Dung San ?-283-285               |  |  |                                                   |                                           |                                           |                                           |                                           |                                           |  |  |                                              |                                              |                                              |                                              |                                              |                                              |  |  |                                   |                                   |                                   |                                   |                                   |                                   |  |  |                                          |                                          |                                          |                                          |                                          |                                          |  |  |                                             |                                             |                                             |                                             |                                             |                                             |  |  |                                        |                                        |                                        |                                        |                                        |                                        |  |  |  |  |  |  |  |  |  |  |  |  |  |  |  |  |  |  |  |  |  |  |  |  |  |  |
|                                           |                                           |                                           |                                           |                                           |                                           |  |  |                                                      |                                                      |                                                      |                                                      |                                                      |                                                      |  |  |                                           |                                           |                                           |                                           |                                           |                                           |           |  |                                      |                                      |                                      |                                      |                                      |                                      |  |  | Mộ Dung Thiệp Quy ?-271-283                           | Mộ Dung Thiệp Quy ?-271-283                           | Mộ Dung Thiệp Quy ?-271-283                           | Mộ Dung Thiệp Quy ?-271-283                           | Mộ Dung Thiệp Quy ?-271-283                           | Mộ Dung Thiệp Quy ?-271-283                           |  |  | Mộ Dung San ?-283-285               | Mộ Dung San ?-283-285               | Mộ Dung San ?-283-285               | Mộ Dung San ?-283-285               | Mộ Dung San ?-283-285               | Mộ Dung San ?-283-285               |  |  |                                                   |                                           |                                           |                                           |                                           |                                           |  |  |                                              |                                              |                                              |                                              |                                              |                                              |  |  |                                   |                                   |                                   |                                   |                                   |                                   |  |  |                                          |                                          |                                          |                                          |                                          |                                          |  |  |                                             |                                             |                                             |                                             |                                             |                                             |  |  |                                        |                                        |                                        |                                        |                                        |                                        |  |  |  |  |  |  |  |  |  |  |  |  |  |  |  |  |  |  |  |  |  |  |  |  |  |  |
|                                           |                                           |                                           |                                           |                                           |                                           |  |  |                                                      |                                                      |                                                      |                                                      |                                                      |                                                      |  |  |                                           |                                           |                                           |                                           |                                           |                                           |           |  |                                      |                                      |                                      |                                      |                                      |                                      |  |  |                                                       |                                                       |                                                       |                                                       |                                                       |                                                       |  |  |                                     |                                     |                                     |                                     |                                     |                                     |  |  |                                                   |                                           |                                           |                                           |                                           |                                           |  |  |                                              |                                              |                                              |                                              |                                              |                                              |  |  |                                   |                                   |                                   |                                   |                                   |                                   |  |  |                                          |                                          |                                          |                                          |                                          |                                          |  |  |                                             |                                             |                                             |                                             |                                             |                                             |  |  |                                        |                                        |                                        |                                        |                                        |                                        |  |  |  |  |  |  |  |  |  |  |  |  |  |  |  |  |  |  |  |  |  |  |  |  |  |  |
|                                           |                                           |                                           |                                           |                                           |                                           |  |  |                                                      |                                                      |                                                      |                                                      |                                                      |                                                      |  |  |                                           |                                           |                                           |                                           |                                           |                                           |           |  | Mộ Dung Thổ Dục Hồn ?-k.317          | Mộ Dung Thổ Dục Hồn ?-k.317          | Mộ Dung Thổ Dục Hồn ?-k.317          | Mộ Dung Thổ Dục Hồn ?-k.317          | Mộ Dung Thổ Dục Hồn ?-k.317          | Mộ Dung Thổ Dục Hồn ?-k.317          |  |  | Yên Vũ Tuyên Đế Mộ Dung Hối 269-307-333               | Yên Vũ Tuyên Đế Mộ Dung Hối 269-307-333               | Yên Vũ Tuyên Đế Mộ Dung Hối 269-307-333               | Yên Vũ Tuyên Đế Mộ Dung Hối 269-307-333               | Yên Vũ Tuyên Đế Mộ Dung Hối 269-307-333               | Yên Vũ Tuyên Đế Mộ Dung Hối 269-307-333               |  |  |                                     |                                     |                                     |                                     |                                     |                                     |  |  |                                                   |                                           |                                           |                                           |                                           |                                           |  |  |                                              |                                              |                                              |                                              |                                              |                                              |  |  |                                   |                                   |                                   |                                   |                                   |                                   |  |  |                                          |                                          |                                          |                                          |                                          |                                          |  |  |                                             |                                             |                                             |                                             |                                             |                                             |  |  | Tây Bình công Mộ Dung Vận              | Tây Bình công Mộ Dung Vận              | Tây Bình công Mộ Dung Vận              | Tây Bình công Mộ Dung Vận              | Tây Bình công Mộ Dung Vận              | Tây Bình công Mộ Dung Vận              |  |  |  |  |  |  |  |  |  |  |  |  |  |  |  |  |  |  |  |  |  |  |  |  |  |  |
|                                           |                                           |                                           |                                           |                                           |                                           |  |  |                                                      |                                                      |                                                      |                                                      |                                                      |                                                      |  |  |                                           |                                           |                                           |                                           |                                           |                                           |           |  | Mộ Dung Thổ Dục Hồn ?-k.317          | Mộ Dung Thổ Dục Hồn ?-k.317          | Mộ Dung Thổ Dục Hồn ?-k.317          | Mộ Dung Thổ Dục Hồn ?-k.317          | Mộ Dung Thổ Dục Hồn ?-k.317          | Mộ Dung Thổ Dục Hồn ?-k.317          |  |  | Yên Vũ Tuyên Đế Mộ Dung Hối 269-307-333               | Yên Vũ Tuyên Đế Mộ Dung Hối 269-307-333               | Yên Vũ Tuyên Đế Mộ Dung Hối 269-307-333               | Yên Vũ Tuyên Đế Mộ Dung Hối 269-307-333               | Yên Vũ Tuyên Đế Mộ Dung Hối 269-307-333               | Yên Vũ Tuyên Đế Mộ Dung Hối 269-307-333               |  |  |                                     |                                     |                                     |                                     |                                     |                                     |  |  |                                                   |                                           |                                           |                                           |                                           |                                           |  |  |                                              |                                              |                                              |                                              |                                              |                                              |  |  |                                   |                                   |                                   |                                   |                                   |                                   |  |  |                                          |                                          |                                          |                                          |                                          |                                          |  |  |                                             |                                             |                                             |                                             |                                             |                                             |  |  | Tây Bình công Mộ Dung Vận              | Tây Bình công Mộ Dung Vận              | Tây Bình công Mộ Dung Vận              | Tây Bình công Mộ Dung Vận              | Tây Bình công Mộ Dung Vận              | Tây Bình công Mộ Dung Vận              |  |  |  |  |  |  |  |  |  |  |  |  |  |  |  |  |  |  |  |  |  |  |  |  |  |  |
|                                           |                                           |                                           |                                           |                                           |                                           |  |  |                                                      |                                                      |                                                      |                                                      |                                                      |                                                      |  |  |                                           |                                           |                                           |                                           |                                           |                                           |           |  |                                      |                                      |                                      |                                      |                                      |                                      |  |  | 1(Tiền) Yên Văn Minh Đế Mộ Dung Hoảng 297-333-307-348 | 1(Tiền) Yên Văn Minh Đế Mộ Dung Hoảng 297-333-307-348 | 1(Tiền) Yên Văn Minh Đế Mộ Dung Hoảng 297-333-307-348 | 1(Tiền) Yên Văn Minh Đế Mộ Dung Hoảng 297-333-307-348 | 1(Tiền) Yên Văn Minh Đế Mộ Dung Hoảng 297-333-307-348 | 1(Tiền) Yên Văn Minh Đế Mộ Dung Hoảng 297-333-307-348 |  |  |                                     |                                     |                                     |                                     |                                     |                                     |  |  |                                                   |                                           |                                           |                                           |                                           |                                           |  |  |                                              |                                              |                                              |                                              |                                              |                                              |  |  |                                   |                                   |                                   |                                   |                                   |                                   |  |  |                                          |                                          |                                          |                                          |                                          |                                          |  |  |                                             |                                             |                                             |                                             |                                             |                                             |  |  | □                                      | □                                      | □                                      | □                                      | □                                      | □                                      |  |  |  |  |  |  |  |  |  |  |  |  |  |  |  |  |  |  |  |  |  |  |  |  |  |  |
|                                           |                                           |                                           |                                           |                                           |                                           |  |  |                                                      |                                                      |                                                      |                                                      |                                                      |                                                      |  |  |                                           |                                           |                                           |                                           |                                           |                                           |           |  |                                      |                                      |                                      |                                      |                                      |                                      |  |  | 1(Tiền) Yên Văn Minh Đế Mộ Dung Hoảng 297-333-307-348 | 1(Tiền) Yên Văn Minh Đế Mộ Dung Hoảng 297-333-307-348 | 1(Tiền) Yên Văn Minh Đế Mộ Dung Hoảng 297-333-307-348 | 1(Tiền) Yên Văn Minh Đế Mộ Dung Hoảng 297-333-307-348 | 1(Tiền) Yên Văn Minh Đế Mộ Dung Hoảng 297-333-307-348 | 1(Tiền) Yên Văn Minh Đế Mộ Dung Hoảng 297-333-307-348 |  |  |                                     |                                     |                                     |                                     |                                     |                                     |  |  |                                                   |                                           |                                           |                                           |                                           |                                           |  |  |                                              |                                              |                                              |                                              |                                              |                                              |  |  |                                   |                                   |                                   |                                   |                                   |                                   |  |  |                                          |                                          |                                          |                                          |                                          |                                          |  |  |                                             |                                             |                                             |                                             |                                             |                                             |  |  | □                                      | □                                      | □                                      | □                                      | □                                      | □                                      |  |  |  |  |  |  |  |  |  |  |  |  |  |  |  |  |  |  |  |  |  |  |  |  |  |  |
|                                           |                                           |                                           |                                           |                                           |                                           |  |  |                                                      |                                                      |                                                      |                                                      |                                                      |                                                      |  |  |                                           |                                           |                                           |                                           |                                           |                                           |           |  |                                      |                                      |                                      |                                      |                                      |                                      |  |  |                                                       |                                                       |                                                       |                                                       |                                                       |                                                       |  |  |                                     |                                     |                                     |                                     |                                     |                                     |  |  |                                                   |                                           |                                           |                                           |                                           |                                           |  |  |                                              |                                              |                                              |                                              |                                              |                                              |  |  |                                   |                                   |                                   |                                   |                                   |                                   |  |  |                                          |                                          |                                          |                                          |                                          |                                          |  |  |                                             |                                             |                                             |                                             |                                             |                                             |  |  |                                        |                                        |                                        |                                        |                                        |                                        |  |  |  |  |  |  |  |  |  |  |  |  |  |  |  |  |  |  |  |  |  |  |  |  |  |  |
|                                           |                                           |                                           |                                           |                                           |                                           |  |  | 2Tiền Yên Cảnh Chiêu Đế Mộ Dung Tuấn 319-348-353-360 | 2Tiền Yên Cảnh Chiêu Đế Mộ Dung Tuấn 319-348-353-360 | 2Tiền Yên Cảnh Chiêu Đế Mộ Dung Tuấn 319-348-353-360 | 2Tiền Yên Cảnh Chiêu Đế Mộ Dung Tuấn 319-348-353-360 | 2Tiền Yên Cảnh Chiêu Đế Mộ Dung Tuấn 319-348-353-360 | 2Tiền Yên Cảnh Chiêu Đế Mộ Dung Tuấn 319-348-353-360 |  |  | Thái Nguyên Hoàn Vương Mộ Dung Khác ?-367 | Thái Nguyên Hoàn Vương Mộ Dung Khác ?-367 | Thái Nguyên Hoàn Vương Mộ Dung Khác ?-367 | Thái Nguyên Hoàn Vương Mộ Dung Khác ?-367 | Thái Nguyên Hoàn Vương Mộ Dung Khác ?-367 | Thái Nguyên Hoàn Vương Mộ Dung Khác ?-367 |           |  |                                      |                                      |                                      |                                      |                                      |                                      |  |  | 1Hậu Yên Thành Vũ Đế Mộ Dung Thùy 326-384-396         | 1Hậu Yên Thành Vũ Đế Mộ Dung Thùy 326-384-396         | 1Hậu Yên Thành Vũ Đế Mộ Dung Thùy 326-384-396         | 1Hậu Yên Thành Vũ Đế Mộ Dung Thùy 326-384-396         | 1Hậu Yên Thành Vũ Đế Mộ Dung Thùy 326-384-396         | 1Hậu Yên Thành Vũ Đế Mộ Dung Thùy 326-384-396         |  |  |                                     |                                     |                                     |                                     |                                     |                                     |  |  |                                                   |                                           |                                           |                                           |                                           |                                           |  |  |                                              |                                              |                                              |                                              |                                              |                                              |  |  | Nghi Đô Vương Mộ Dung Hoàn ?-373  | Nghi Đô Vương Mộ Dung Hoàn ?-373  | Nghi Đô Vương Mộ Dung Hoàn ?-373  | Nghi Đô Vương Mộ Dung Hoàn ?-373  | Nghi Đô Vương Mộ Dung Hoàn ?-373  | Nghi Đô Vương Mộ Dung Hoàn ?-373  |  |  | Nam Yên Mục Đế Mộ Dung Nạp ?-385         | Nam Yên Mục Đế Mộ Dung Nạp ?-385         | Nam Yên Mục Đế Mộ Dung Nạp ?-385         | Nam Yên Mục Đế Mộ Dung Nạp ?-385         | Nam Yên Mục Đế Mộ Dung Nạp ?-385         | Nam Yên Mục Đế Mộ Dung Nạp ?-385         |  |  | 1Nam Yên Hiến Vũ Đế Mộ Dung Đức 336-398-405 | 1Nam Yên Hiến Vũ Đế Mộ Dung Đức 336-398-405 | 1Nam Yên Hiến Vũ Đế Mộ Dung Đức 336-398-405 | 1Nam Yên Hiến Vũ Đế Mộ Dung Đức 336-398-405 | 1Nam Yên Hiến Vũ Đế Mộ Dung Đức 336-398-405 | 1Nam Yên Hiến Vũ Đế Mộ Dung Đức 336-398-405 |  |  | 6Tây Yên Mạt Đế Mộ Dung Vĩnh ?-386-394 | 6Tây Yên Mạt Đế Mộ Dung Vĩnh ?-386-394 | 6Tây Yên Mạt Đế Mộ Dung Vĩnh ?-386-394 | 6Tây Yên Mạt Đế Mộ Dung Vĩnh ?-386-394 | 6Tây Yên Mạt Đế Mộ Dung Vĩnh ?-386-394 | 6Tây Yên Mạt Đế Mộ Dung Vĩnh ?-386-394 |  |  |  |  |  |  |  |  |  |  |  |  |  |  |  |  |  |  |  |  |  |  |  |  |  |  |
|                                           |                                           |                                           |                                           |                                           |                                           |  |  | 2Tiền Yên Cảnh Chiêu Đế Mộ Dung Tuấn 319-348-353-360 | 2Tiền Yên Cảnh Chiêu Đế Mộ Dung Tuấn 319-348-353-360 | 2Tiền Yên Cảnh Chiêu Đế Mộ Dung Tuấn 319-348-353-360 | 2Tiền Yên Cảnh Chiêu Đế Mộ Dung Tuấn 319-348-353-360 | 2Tiền Yên Cảnh Chiêu Đế Mộ Dung Tuấn 319-348-353-360 | 2Tiền Yên Cảnh Chiêu Đế Mộ Dung Tuấn 319-348-353-360 |  |  | Thái Nguyên Hoàn Vương Mộ Dung Khác ?-367 | Thái Nguyên Hoàn Vương Mộ Dung Khác ?-367 | Thái Nguyên Hoàn Vương Mộ Dung Khác ?-367 | Thái Nguyên Hoàn Vương Mộ Dung Khác ?-367 | Thái Nguyên Hoàn Vương Mộ Dung Khác ?-367 | Thái Nguyên Hoàn Vương Mộ Dung Khác ?-367 |           |  |                                      |                                      |                                      |                                      |                                      |                                      |  |  | 1Hậu Yên Thành Vũ Đế Mộ Dung Thùy 326-384-396         | 1Hậu Yên Thành Vũ Đế Mộ Dung Thùy 326-384-396         | 1Hậu Yên Thành Vũ Đế Mộ Dung Thùy 326-384-396         | 1Hậu Yên Thành Vũ Đế Mộ Dung Thùy 326-384-396         | 1Hậu Yên Thành Vũ Đế Mộ Dung Thùy 326-384-396         | 1Hậu Yên Thành Vũ Đế Mộ Dung Thùy 326-384-396         |  |  |                                     |                                     |                                     |                                     |                                     |                                     |  |  |                                                   |                                           |                                           |                                           |                                           |                                           |  |  |                                              |                                              |                                              |                                              |                                              |                                              |  |  | Nghi Đô Vương Mộ Dung Hoàn ?-373  | Nghi Đô Vương Mộ Dung Hoàn ?-373  | Nghi Đô Vương Mộ Dung Hoàn ?-373  | Nghi Đô Vương Mộ Dung Hoàn ?-373  | Nghi Đô Vương Mộ Dung Hoàn ?-373  | Nghi Đô Vương Mộ Dung Hoàn ?-373  |  |  | Nam Yên Mục Đế Mộ Dung Nạp ?-385         | Nam Yên Mục Đế Mộ Dung Nạp ?-385         | Nam Yên Mục Đế Mộ Dung Nạp ?-385         | Nam Yên Mục Đế Mộ Dung Nạp ?-385         | Nam Yên Mục Đế Mộ Dung Nạp ?-385         | Nam Yên Mục Đế Mộ Dung Nạp ?-385         |  |  | 1Nam Yên Hiến Vũ Đế Mộ Dung Đức 336-398-405 | 1Nam Yên Hiến Vũ Đế Mộ Dung Đức 336-398-405 | 1Nam Yên Hiến Vũ Đế Mộ Dung Đức 336-398-405 | 1Nam Yên Hiến Vũ Đế Mộ Dung Đức 336-398-405 | 1Nam Yên Hiến Vũ Đế Mộ Dung Đức 336-398-405 | 1Nam Yên Hiến Vũ Đế Mộ Dung Đức 336-398-405 |  |  | 6Tây Yên Mạt Đế Mộ Dung Vĩnh ?-386-394 | 6Tây Yên Mạt Đế Mộ Dung Vĩnh ?-386-394 | 6Tây Yên Mạt Đế Mộ Dung Vĩnh ?-386-394 | 6Tây Yên Mạt Đế Mộ Dung Vĩnh ?-386-394 | 6Tây Yên Mạt Đế Mộ Dung Vĩnh ?-386-394 | 6Tây Yên Mạt Đế Mộ Dung Vĩnh ?-386-394 |  |  |  |  |  |  |  |  |  |  |  |  |  |  |  |  |  |  |  |  |  |  |  |  |  |  |
|                                           |                                           |                                           |                                           |                                           |                                           |  |  |                                                      |                                                      |                                                      |                                                      |                                                      |                                                      |  |  |                                           |                                           |                                           |                                           |                                           |                                           |           |  |                                      |                                      |                                      |                                      |                                      |                                      |  |  |                                                       |                                                       |                                                       |                                                       |                                                       |                                                       |  |  |                                     |                                     |                                     |                                     |                                     |                                     |  |  |                                                   |                                           |                                           |                                           |                                           |                                           |  |  |                                              |                                              |                                              |                                              |                                              |                                              |  |  |                                   |                                   |                                   |                                   |                                   |                                   |  |  |                                          |                                          |                                          |                                          |                                          |                                          |  |  |                                             |                                             |                                             |                                             |                                             |                                             |  |  |                                        |                                        |                                        |                                        |                                        |                                        |  |  |  |  |  |  |  |  |  |  |  |  |  |  |  |  |  |  |  |  |  |  |  |  |  |  |
| 3Tiền Yên U Đế Mộ Dung Vĩ 350-360-370-384 | 3Tiền Yên U Đế Mộ Dung Vĩ 350-360-370-384 | 3Tiền Yên U Đế Mộ Dung Vĩ 350-360-370-384 | 3Tiền Yên U Đế Mộ Dung Vĩ 350-360-370-384 | 3Tiền Yên U Đế Mộ Dung Vĩ 350-360-370-384 | 3Tiền Yên U Đế Mộ Dung Vĩ 350-360-370-384 |  |  | 1Tây Yên Tế Bắc Vương Mộ Dung Hoằng ?-384            | 1Tây Yên Tế Bắc Vương Mộ Dung Hoằng ?-384            | 1Tây Yên Tế Bắc Vương Mộ Dung Hoằng ?-384            | 1Tây Yên Tế Bắc Vương Mộ Dung Hoằng ?-384            | 1Tây Yên Tế Bắc Vương Mộ Dung Hoằng ?-384            | 1Tây Yên Tế Bắc Vương Mộ Dung Hoằng ?-384            |  |  | 2Tây Yên Uy Đế Mộ Dung Xung 359-384-386   | 2Tây Yên Uy Đế Mộ Dung Xung 359-384-386   | 2Tây Yên Uy Đế Mộ Dung Xung 359-384-386   | 2Tây Yên Uy Đế Mộ Dung Xung 359-384-386   | 2Tây Yên Uy Đế Mộ Dung Xung 359-384-386   | 2Tây Yên Uy Đế Mộ Dung Xung 359-384-386   |           |  | Yên Hiến Trang Đế Mộ Dung Lệnh ?-370 | Yên Hiến Trang Đế Mộ Dung Lệnh ?-370 | Yên Hiến Trang Đế Mộ Dung Lệnh ?-370 | Yên Hiến Trang Đế Mộ Dung Lệnh ?-370 | Yên Hiến Trang Đế Mộ Dung Lệnh ?-370 | Yên Hiến Trang Đế Mộ Dung Lệnh ?-370 |  |  | 2Hậu Yên Huệ Mẫn Đế Mộ Dung Bảo 355-396-398           | 2Hậu Yên Huệ Mẫn Đế Mộ Dung Bảo 355-396-398           | 2Hậu Yên Huệ Mẫn Đế Mộ Dung Bảo 355-396-398           | 2Hậu Yên Huệ Mẫn Đế Mộ Dung Bảo 355-396-398           | 2Hậu Yên Huệ Mẫn Đế Mộ Dung Bảo 355-396-398           | 2Hậu Yên Huệ Mẫn Đế Mộ Dung Bảo 355-396-398           |  |  | Triệu Vương Mộ Dung Lân ?-397-398   | Triệu Vương Mộ Dung Lân ?-397-398   | Triệu Vương Mộ Dung Lân ?-397-398   | Triệu Vương Mộ Dung Lân ?-397-398   | Triệu Vương Mộ Dung Lân ?-397-398   | Triệu Vương Mộ Dung Lân ?-397-398   |  |  | Khai Phong công Mộ Dung Tường ?-397               | Khai Phong công Mộ Dung Tường ?-397       | Khai Phong công Mộ Dung Tường ?-397       | Khai Phong công Mộ Dung Tường ?-397       | Khai Phong công Mộ Dung Tường ?-397       | Khai Phong công Mộ Dung Tường ?-397       |  |  | 4Hậu Yên Chiêu Văn Đế Mộ Dung Hi 385-401-407 | 4Hậu Yên Chiêu Văn Đế Mộ Dung Hi 385-401-407 | 4Hậu Yên Chiêu Văn Đế Mộ Dung Hi 385-401-407 | 4Hậu Yên Chiêu Văn Đế Mộ Dung Hi 385-401-407 | 4Hậu Yên Chiêu Văn Đế Mộ Dung Hi 385-401-407 | 4Hậu Yên Chiêu Văn Đế Mộ Dung Hi 385-401-407 |  |  | 3Tây Yên Vương Mộ Dung Nghĩ ?-386 | 3Tây Yên Vương Mộ Dung Nghĩ ?-386 | 3Tây Yên Vương Mộ Dung Nghĩ ?-386 | 3Tây Yên Vương Mộ Dung Nghĩ ?-386 | 3Tây Yên Vương Mộ Dung Nghĩ ?-386 | 3Tây Yên Vương Mộ Dung Nghĩ ?-386 |  |  | 2Nam Yên Văn Đế Mộ Dung Siêu 385-405-410 | 2Nam Yên Văn Đế Mộ Dung Siêu 385-405-410 | 2Nam Yên Văn Đế Mộ Dung Siêu 385-405-410 | 2Nam Yên Văn Đế Mộ Dung Siêu 385-405-410 | 2Nam Yên Văn Đế Mộ Dung Siêu 385-405-410 | 2Nam Yên Văn Đế Mộ Dung Siêu 385-405-410 |  |  |                                             |                                             |                                             |                                             |                                             |                                             |  |  |                                        |                                        |                                        |                                        |                                        |                                        |  |  |  |  |  |  |  |  |  |  |  |  |  |  |  |  |  |  |  |  |  |  |  |  |  |  |
| 3Tiền Yên U Đế Mộ Dung Vĩ 350-360-370-384 | 3Tiền Yên U Đế Mộ Dung Vĩ 350-360-370-384 | 3Tiền Yên U Đế Mộ Dung Vĩ 350-360-370-384 | 3Tiền Yên U Đế Mộ Dung Vĩ 350-360-370-384 | 3Tiền Yên U Đế Mộ Dung Vĩ 350-360-370-384 | 3Tiền Yên U Đế Mộ Dung Vĩ 350-360-370-384 |  |  | 1Tây Yên Tế Bắc Vương Mộ Dung Hoằng ?-384            | 1Tây Yên Tế Bắc Vương Mộ Dung Hoằng ?-384            | 1Tây Yên Tế Bắc Vương Mộ Dung Hoằng ?-384            | 1Tây Yên Tế Bắc Vương Mộ Dung Hoằng ?-384            | 1Tây Yên Tế Bắc Vương Mộ Dung Hoằng ?-384            | 1Tây Yên Tế Bắc Vương Mộ Dung Hoằng ?-384            |  |  | 2Tây Yên Uy Đế Mộ Dung Xung 359-384-386   | 2Tây Yên Uy Đế Mộ Dung Xung 359-384-386   | 2Tây Yên Uy Đế Mộ Dung Xung 359-384-386   | 2Tây Yên Uy Đế Mộ Dung Xung 359-384-386   | 2Tây Yên Uy Đế Mộ Dung Xung 359-384-386   | 2Tây Yên Uy Đế Mộ Dung Xung 359-384-386   |           |  | Yên Hiến Trang Đế Mộ Dung Lệnh ?-370 | Yên Hiến Trang Đế Mộ Dung Lệnh ?-370 | Yên Hiến Trang Đế Mộ Dung Lệnh ?-370 | Yên Hiến Trang Đế Mộ Dung Lệnh ?-370 | Yên Hiến Trang Đế Mộ Dung Lệnh ?-370 | Yên Hiến Trang Đế Mộ Dung Lệnh ?-370 |  |  | 2Hậu Yên Huệ Mẫn Đế Mộ Dung Bảo 355-396-398           | 2Hậu Yên Huệ Mẫn Đế Mộ Dung Bảo 355-396-398           | 2Hậu Yên Huệ Mẫn Đế Mộ Dung Bảo 355-396-398           | 2Hậu Yên Huệ Mẫn Đế Mộ Dung Bảo 355-396-398           | 2Hậu Yên Huệ Mẫn Đế Mộ Dung Bảo 355-396-398           | 2Hậu Yên Huệ Mẫn Đế Mộ Dung Bảo 355-396-398           |  |  | Triệu Vương Mộ Dung Lân ?-397-398   | Triệu Vương Mộ Dung Lân ?-397-398   | Triệu Vương Mộ Dung Lân ?-397-398   | Triệu Vương Mộ Dung Lân ?-397-398   | Triệu Vương Mộ Dung Lân ?-397-398   | Triệu Vương Mộ Dung Lân ?-397-398   |  |  | Khai Phong công Mộ Dung Tường ?-397               | Khai Phong công Mộ Dung Tường ?-397       | Khai Phong công Mộ Dung Tường ?-397       | Khai Phong công Mộ Dung Tường ?-397       | Khai Phong công Mộ Dung Tường ?-397       | Khai Phong công Mộ Dung Tường ?-397       |  |  | 4Hậu Yên Chiêu Văn Đế Mộ Dung Hi 385-401-407 | 4Hậu Yên Chiêu Văn Đế Mộ Dung Hi 385-401-407 | 4Hậu Yên Chiêu Văn Đế Mộ Dung Hi 385-401-407 | 4Hậu Yên Chiêu Văn Đế Mộ Dung Hi 385-401-407 | 4Hậu Yên Chiêu Văn Đế Mộ Dung Hi 385-401-407 | 4Hậu Yên Chiêu Văn Đế Mộ Dung Hi 385-401-407 |  |  | 3Tây Yên Vương Mộ Dung Nghĩ ?-386 | 3Tây Yên Vương Mộ Dung Nghĩ ?-386 | 3Tây Yên Vương Mộ Dung Nghĩ ?-386 | 3Tây Yên Vương Mộ Dung Nghĩ ?-386 | 3Tây Yên Vương Mộ Dung Nghĩ ?-386 | 3Tây Yên Vương Mộ Dung Nghĩ ?-386 |  |  | 2Nam Yên Văn Đế Mộ Dung Siêu 385-405-410 | 2Nam Yên Văn Đế Mộ Dung Siêu 385-405-410 | 2Nam Yên Văn Đế Mộ Dung Siêu 385-405-410 | 2Nam Yên Văn Đế Mộ Dung Siêu 385-405-410 | 2Nam Yên Văn Đế Mộ Dung Siêu 385-405-410 | 2Nam Yên Văn Đế Mộ Dung Siêu 385-405-410 |  |  |                                             |                                             |                                             |                                             |                                             |                                             |  |  |                                        |                                        |                                        |                                        |                                        |                                        |  |  |  |  |  |  |  |  |  |  |  |  |  |  |  |  |  |  |  |  |  |  |  |  |  |  |
|                                           |                                           |                                           |                                           |                                           |                                           |  |  |                                                      |                                                      |                                                      |                                                      |                                                      |                                                      |  |  |                                           |                                           |                                           |                                           |                                           |                                           |           |  |                                      |                                      |                                      |                                      |                                      |                                      |  |  |                                                       |                                                       |                                                       |                                                       |                                                       |                                                       |  |  |                                     |                                     |                                     |                                     |                                     |                                     |  |  |                                                   |                                           |                                           |                                           |                                           |                                           |  |  |                                              |                                              |                                              |                                              |                                              |                                              |  |  |                                   |                                   |                                   |                                   |                                   |                                   |  |  |                                          |                                          |                                          |                                          |                                          |                                          |  |  |                                             |                                             |                                             |                                             |                                             |                                             |  |  |                                        |                                        |                                        |                                        |                                        |                                        |  |  |  |  |  |  |  |  |  |  |  |  |  |  |  |  |  |  |  |  |  |  |  |  |  |  |
|                                           |                                           |                                           |                                           |                                           |                                           |  |  | 5Tây Yên Đế Mộ Dung Trung ?-386                      | 5Tây Yên Đế Mộ Dung Trung ?-386                      | 5Tây Yên Đế Mộ Dung Trung ?-386                      | 5Tây Yên Đế Mộ Dung Trung ?-386                      | 5Tây Yên Đế Mộ Dung Trung ?-386                      | 5Tây Yên Đế Mộ Dung Trung ?-386                      |  |  | 4Tây Yên Đế Mộ Dung Dao ?-386             | 4Tây Yên Đế Mộ Dung Dao ?-386             | 4Tây Yên Đế Mộ Dung Dao ?-386             | 4Tây Yên Đế Mộ Dung Dao ?-386             | 4Tây Yên Đế Mộ Dung Dao ?-386             | 4Tây Yên Đế Mộ Dung Dao ?-386             |           |  |                                      |                                      |                                      |                                      |                                      |                                      |  |  | 3Hậu Yên Chiêu Vũ Đế Mộ Dung Thịnh 373-398-401        | 3Hậu Yên Chiêu Vũ Đế Mộ Dung Thịnh 373-398-401        | 3Hậu Yên Chiêu Vũ Đế Mộ Dung Thịnh 373-398-401        | 3Hậu Yên Chiêu Vũ Đế Mộ Dung Thịnh 373-398-401        | 3Hậu Yên Chiêu Vũ Đế Mộ Dung Thịnh 373-398-401        | 3Hậu Yên Chiêu Vũ Đế Mộ Dung Thịnh 373-398-401        |  |  | 1Bắc Yên Huệ Ý Đế Cao Vân ?-407-409 | 1Bắc Yên Huệ Ý Đế Cao Vân ?-407-409 | 1Bắc Yên Huệ Ý Đế Cao Vân ?-407-409 | 1Bắc Yên Huệ Ý Đế Cao Vân ?-407-409 | 1Bắc Yên Huệ Ý Đế Cao Vân ?-407-409 | 1Bắc Yên Huệ Ý Đế Cao Vân ?-407-409 |  |  | 2Bắc Yên Văn Thành Đế Phùng Bạt ?-409-430         | 2Bắc Yên Văn Thành Đế Phùng Bạt ?-409-430 | 2Bắc Yên Văn Thành Đế Phùng Bạt ?-409-430 | 2Bắc Yên Văn Thành Đế Phùng Bạt ?-409-430 | 2Bắc Yên Văn Thành Đế Phùng Bạt ?-409-430 | 2Bắc Yên Văn Thành Đế Phùng Bạt ?-409-430 |  |  |                                              |                                              |                                              |                                              |                                              |                                              |  |  |                                   |                                   |                                   |                                   |                                   |                                   |  |  |                                          |                                          |                                          |                                          |                                          |                                          |  |  |                                             |                                             |                                             |                                             |                                             |                                             |  |  |                                        |                                        |                                        |                                        |                                        |                                        |  |  |  |  |  |  |  |  |  |  |  |  |  |  |  |  |  |  |  |  |  |  |  |  |  |  |
|                                           |                                           |                                           |                                           |                                           |                                           |  |  | 5Tây Yên Đế Mộ Dung Trung ?-386                      | 5Tây Yên Đế Mộ Dung Trung ?-386                      | 5Tây Yên Đế Mộ Dung Trung ?-386                      | 5Tây Yên Đế Mộ Dung Trung ?-386                      | 5Tây Yên Đế Mộ Dung Trung ?-386                      | 5Tây Yên Đế Mộ Dung Trung ?-386                      |  |  | 4Tây Yên Đế Mộ Dung Dao ?-386             | 4Tây Yên Đế Mộ Dung Dao ?-386             | 4Tây Yên Đế Mộ Dung Dao ?-386             | 4Tây Yên Đế Mộ Dung Dao ?-386             | 4Tây Yên Đế Mộ Dung Dao ?-386             | 4Tây Yên Đế Mộ Dung Dao ?-386             |           |  |                                      |                                      |                                      |                                      |                                      |                                      |  |  | 3Hậu Yên Chiêu Vũ Đế Mộ Dung Thịnh 373-398-401        | 3Hậu Yên Chiêu Vũ Đế Mộ Dung Thịnh 373-398-401        | 3Hậu Yên Chiêu Vũ Đế Mộ Dung Thịnh 373-398-401        | 3Hậu Yên Chiêu Vũ Đế Mộ Dung Thịnh 373-398-401        | 3Hậu Yên Chiêu Vũ Đế Mộ Dung Thịnh 373-398-401        | 3Hậu Yên Chiêu Vũ Đế Mộ Dung Thịnh 373-398-401        |  |  | 1Bắc Yên Huệ Ý Đế Cao Vân ?-407-409 | 1Bắc Yên Huệ Ý Đế Cao Vân ?-407-409 | 1Bắc Yên Huệ Ý Đế Cao Vân ?-407-409 | 1Bắc Yên Huệ Ý Đế Cao Vân ?-407-409 | 1Bắc Yên Huệ Ý Đế Cao Vân ?-407-409 | 1Bắc Yên Huệ Ý Đế Cao Vân ?-407-409 |  |  | 2Bắc Yên Văn Thành Đế Phùng Bạt ?-409-430         | 2Bắc Yên Văn Thành Đế Phùng Bạt ?-409-430 | 2Bắc Yên Văn Thành Đế Phùng Bạt ?-409-430 | 2Bắc Yên Văn Thành Đế Phùng Bạt ?-409-430 | 2Bắc Yên Văn Thành Đế Phùng Bạt ?-409-430 | 2Bắc Yên Văn Thành Đế Phùng Bạt ?-409-430 |  |  |                                              |                                              |                                              |                                              |                                              |                                              |  |  |                                   |                                   |                                   |                                   |                                   |                                   |  |  |                                          |                                          |                                          |                                          |                                          |                                          |  |  |                                             |                                             |                                             |                                             |                                             |                                             |  |  |                                        |                                        |                                        |                                        |                                        |                                        |  |  |  |  |  |  |  |  |  |  |  |  |  |  |  |  |  |  |  |  |  |  |  |  |  |  |
|                                           |                                           |                                           |                                           |                                           |                                           |  |  |                                                      |                                                      |                                                      |                                                      |                                                      |                                                      |  |  |                                           |                                           |                                           |                                           |                                           |                                           |           |  |                                      |                                      |                                      |                                      |                                      |                                      |  |  |                                                       |                                                       |                                                       |                                                       |                                                       |                                                       |  |  |                                     |                                     |                                     |                                     |                                     |                                     |  |  | 1Bắc Yên Chiêu Thành Đế Phùng Hoằng ?-430-436-438 |                                           |                                           |                                           |                                           |                                           |  |  |                                              |                                              |                                              |                                              |                                              |                                              |  |  |                                   |                                   |                                   |                                   |                                   |                                   |  |  |                                          |                                          |                                          |                                          |                                          |                                          |  |  |                                             |                                             |                                             |                                             |                                             |                                             |  |  |                                        |                                        |                                        |                                        |                                        |                                        |  |  |  |  |  |  |  |  |  |  |  |  |  |  |  |  |  |  |  |  |  |  |  |  |  |  |

- Mộ Dung Hoằng (384)
- Uy đế Mộ Dung Xung (385 - 386)
- Đoàn Tùy (386)
- Mộ Dung Nghĩ (386)
- Mộ Dung Dao (386)
- Mộ Dung Trung (386)
- Mộ Dung Vĩnh (386-394) niên hiệu Trung Hưng.